# Toma de Las Margaritas
La Toma de Las Margaritas es el nombre con el que se le conoce a la ocupación de Las Margaritas, Chiapas por un grupo de indígenas armados del Ejército Zapatista de Liberación Nacional el 1 de enero de 1994.

## Ocupación y abandono
El día de año nuevo de 1994, un grupo de insurgentes se dirige a Las Margaritas, una ciudad fronteriza con Guatemala, y toma por asalto el palacio municipal, dando muerte a tres policías de la Seguridad Pública, incluido el subcomandante Álvaro Gordillo. En la misma acción resulta herido Aarón Noriega, líder municipal de la Confederación Regional Obrera Mexicana (CROM). Un ganadero de la comunidad consiguió abatir al insurgente Héctor Ochoa, alias Subcomandante Pedro. 
Los insurgentes también tomaron la comunidad cercana de "Guadalupe Tepeyac", hiriendo a cuatro policías de Seguridad Pública y destruyendo todos los radios de comunicación banda civil.
A las once horas del día siguiente 40 miembros del EZLN secuestraron al General Absalón Castellanos Domínguez, exgobernador del estado de Chiapas, en su rancho "San Joaquín" ubicado a ocho kilómetros de Las Margaritas. También robaron un camión de tres toneladas y dos vacas y huyeron a la selva.[cita requerida]
A las 7 horas del día 3 de enero los insurgentes abandonan la plaza de Las Margaritas. Sin embargo, la comunidad de Guadalupe Tepeyac continuó en poder del EZLN.